# Teroristické útoky v Bruselu v březnu 2016
Teroristické útoky v Bruselu v březnu 2016 byly sérií teroristických činů, k nimž došlo dne 22. března mezi 7:58 a 9:11 hodin tamního času. Útoky si vyžádaly 35 mrtvých a asi 340 zraněných (z toho 62 kriticky). Jejich cílem bylo mezinárodní bruselské letiště Zaventem a stanice bruselského metra Maelbeek v centru města, poblíž budov evropských institucí. Celkem došlo ke třem sebevražedným explozím, které mají na svědomí bratři Brahim a Khalid el-Bakraouiovi a Najim Laachraoui; čtvrtému útočníkovi bomba nevybuchla a z místa utekl. K útokům se přihlásila teroristická organizace Islámský stát. Útoky přišly jen čtyři dny poté, co byl 18. března 2016 v bruselské čtvrti Molenbeek zadržen Salah Abdeslam, jeden z hlavních strůjců pařížských teroristických útoků z listopadu 2015. Podle některých informací provedla atentáty stejná teroristická síť, která stojí za listopadovými teroristickými útoky v Paříži.

## Cíle

### Bruselské mezinárodní letiště Zaventem
Na bruselském mezinárodním letišti došlo ke dvěma sebevražedným útokům v odletové hale. K prvnímu výbuchu došlo v blízkosti přepážek leteckých společností American Airlines a Brussels Airlines, těsně poté následoval druhý výbuch před kavárnou Starbucks. Dle svědků událostí se před útoky ozývalo provolávání frází v arabštině, včetně hesla „Alláhu akbar!“. Usmrceno bylo 14 lidí. Sebevražední atentátníci byli identifikováni jako Brahim el-Bakraoui, první z bratrů El-Bakraouiových, a Najim Laachraoui; o něm se zpočátku soudilo, že z místa uprchl. Na místě se našel samopal kalašnikov a nevybuchlé zavazadlo patřící třetímu útočníkovi. Jeho výbušnina neexplodovala a z místa činu utekl; belgická policie po něm začala intenzivně pátrat. Atentátníci přijeli na letiště taxíkem z bruselské čtvrti Schaerbeek.
Letiště bylo okamžitě evakuováno a uzavřeno minimálně do 28. března. Plánované přílety byly nejprve odkláněny na jiná letiště v Belgii nebo v zahraničí, v průběhu dne pak byly odlety z jiných letišť směřující do Bruselu rušeny. Některé lety nicméně přistály na letištích v Charleroi, Amsterdamu a Antverpách.

### Bruselské metro (stanice Maelbeek)
Sebevražedná exploze se odehrála ve druhém voze vlaku vyjíždějícího ze stanice Maelbeek směrem do stanice Schuman na společném úseku linek 1 a 5 bruselského metra. Útok provedl druhý z bratrů El-Bakraouiových, Khalid el-Bakraoui. Vyžádala si 20 obětí. Ihned po výbuchu bylo celé bruselské metro uzavřeno a vyklizeno. Bruselská policie nalezla v metru další nevybuchlé nálože, které pomocí svých pyrotechniků řízeně v průběhu dne odpálila. Na několik hodin přestaly jezdit také autobusové a tramvajové linky.
Stanice Maelbeek leží v centru belgické metropole a v její blízkosti se nacházejí instituce Evropské unie. Zaměstnanci Evropské unie včetně Evropské komise a Evropské rady, které sídlí poblíž stanice Maelbeek, byli vyzváni pomocí bezpečnostních SMS a bezpečnostních emailů, které zaměstnancům zajišťuje Rada EU, aby zůstali doma nebo v budovách evropských institucí. Budovy evropských institucí byly uzavřeny; jejich zaměstnanci je po nějakou dobu nemohli opustit. V hotelu nacházejícím se nedaleko místa útoku byla zřízena provizorní ošetřovna. Některé osoby se z tunelu mezi stanicemi Maelbeek a Schuman podařilo dostat až po několika hodinách od útoku.

## Pátrání po pachatelích

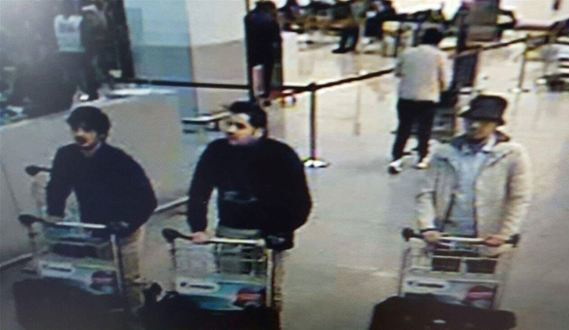
Údajní pachatelé útoků na bruselské letiště – vlevo Zaventem Najim Laachraoui, uprostřed Brahim el-Bakraoui a vpravo Mohamed Abrini

V odpoledních hodinách dne 22. března zveřejnila média snímek údajných pachatelů útoku na letiště Zaventem. Dva z nich se měli odpálit při sebevražedném útoku; třetí z nich uprchl a policie po něm zahájila rozsáhlé pátrání.
Belgická policie zahájila rozsáhlé razie v přistěhovaleckých čtvrtích u lidí, které vytipovala jako možné komplice útočníků či potenciální hrozbu. Během nich na bruselském předměstí Schaarbeek našla výbušné zařízení, vlajku tzv. Islámského státu a chemikálie používané při výrobě bomb. Sousední Nizozemsko ohlásilo dopadení jednoho podezřelého, který ale nepatřil přímo mezi útočníky. Zadržen byl na nádraží železniční linky spojující Amsterdam s letištěm Schiphol.
Vyšetřovatelé identifikovali dva odpálené pachatele jako bratry Khalida a Brahima El-Bakraouiovy a třetího útočníka, který se vyhodil do vzduchu, jako Najima Laachraouiho. Khalid a Brahim El-Bakraouiovi měli oba belgické občanství, trvale žili v Bruselu a oba již byli v minulosti zapojeni do organizovného zločinu a trestně stíháni. Khalid El-Bakraoui si podle RTBF měl pod falešným jménem pronajmout byt ve Forestu u Bruselu, kde byl o týden dříve policií při zátahu zabit jeden muž. Třetí identifikovaný pachatel byl Syřan Najim Laachraoui, jehož DNA byla nalezena na několika výbušninách jak z předchozího zátahu, tak při útocích v Paříži roku 2015. Ráno 23. března policie v bruselské čtvrti Anderlecht zadržela muže, který byl považován za Laachraouie, následně však byla identita zadrženého dementována.
Dne 23. března večer byl jako Najim Laachraoui identifikován druhý sebevražedný atentátník, který zemřel na bruselském letišti. Laachraoui bojoval od února 2013 v Islámském státě, v září se setkal se strůjcem pařížských atentátů Salahem Abdeslamem, zatčeným 18. března. V prosinci 2015 na něj byl vydán zatykač v souvislosti s teroristickými útoky v Paříži.
Policie dne 23. března policie našla počítač se závětí útočníka z letiště Brahima el-Bakraouia, v níž uvedl, že se již necítí v bezpečí a nemá důvod dál žít. Turecký prezident Recep Tayyip Erdogan oznámil, že Turecko v červnu 2015 zadrželo jednoho z bruselských atentátníků, Brahima Bakraouiho, a posléze ho vyhostilo do Belgie. Tam byl ale i přes varování turecké strany údajně propuštěn na svobodu.
8. dubna 2016 belgická policie zatkla Mohameda Abriniho, třetího útočníka z bruselského letiště, který byl stíhán již v souvislosti s pařížskými útoky z listopadu 2015.

## Reakce

### Reakce v Belgii

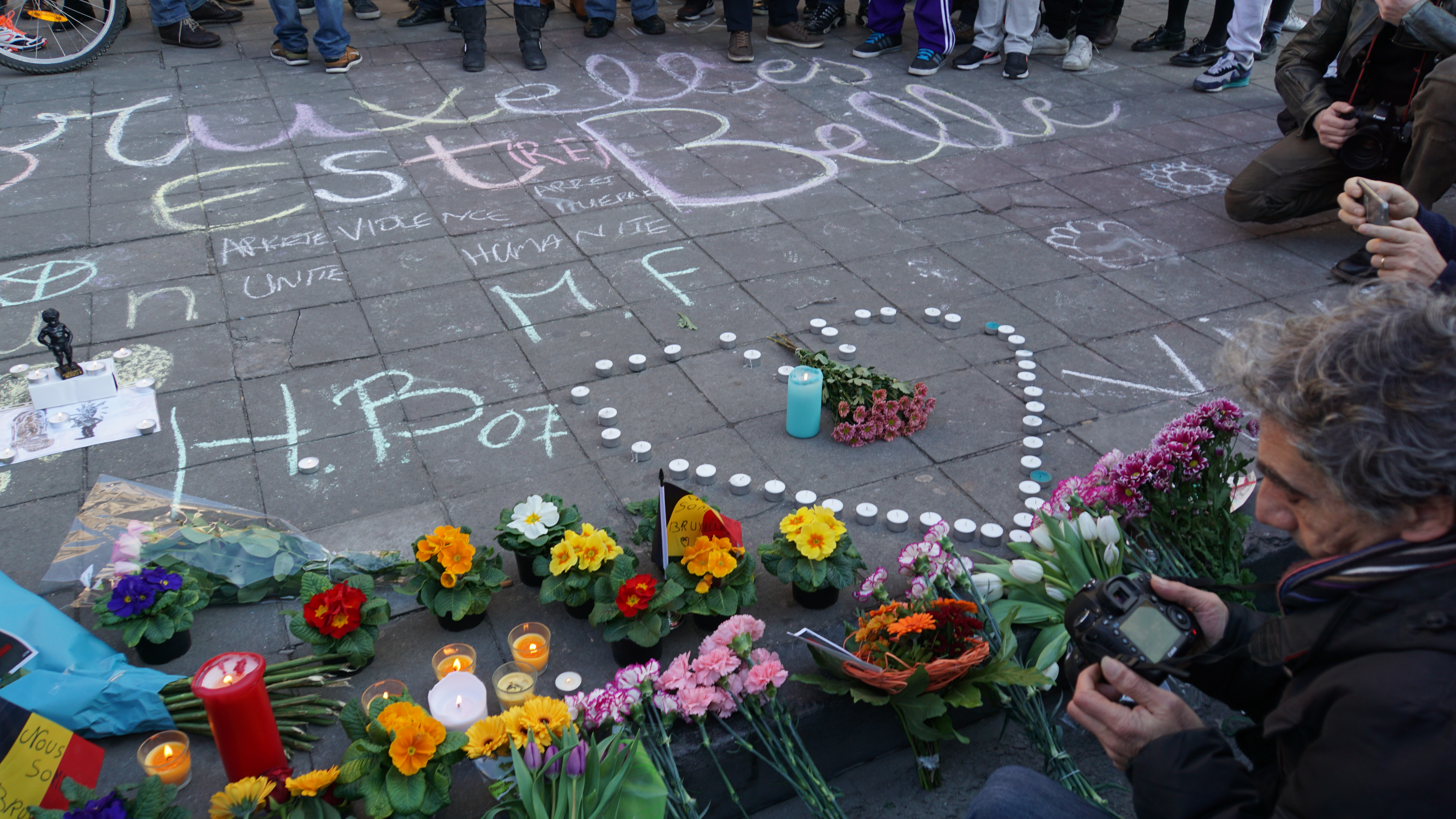
Pietní shromáždění před bruselskou burzou na Place de la Bourse

V Belgii byl vyhlášen nejvyšší (čtvrtý) stupeň teroristické hrozby. Byly uzavřeny veřejné instituce a omezena veřejná doprava. Kvůli bezprostřední bombové hrozbě dostali studenti a zaměstnanci vlámské Svobodné univerzity v Bruselu na několik hodin příkaz nevycházet z budov a odpoledne policie nařídila evakuaci celého kampusu.
Belgie vyslala do Bruselu dalších 225 vojáků, kteří dohlížejí na bezpečnost ve městě. Obyvatelům Bruselu bylo doporučeno komunikovat textovými zprávami a prostřednictvím sociálních sítí, neboť telefonní sítě v Bruselu byly přetížené. Ministerstvo zahraničních věcí České republiky v závislosti na doporučení belgických bezpečnostních složek doporučilo českým občanům odložit cesty do Bruselu a zvážit případné další cesty do Belgie. Izrael na celý den zrušil veškeré lety z Evropy na své území.
Přerušena byla i mezinárodní vlaková doprava; vlaky Eurostar z Londýna nezajížděly na belgické území a belgické bezpečnostní složky uzavřely všechny tři hlavní nádraží v metropoli (Bruxelles Nord, Bruxelles Midi a Bruxelles Central). Po několika hodinách s výjimkou hlavního nádraží (Bruxelles Central) byla doprava na zbývajících nádražích obnovena.
Teroristický čin odsoudil tamní premiér Charles Michel i belgický král Filip. Belgická vláda v den útoku vyhlásila třídenní státní smutek, který platí od 23. do 25. března. Na druhý den 23. března byla ve 12 hodin po celé zemi držena minuta ticha. Zrušen byl např. i přátelský zápas belgické fotbalové reprezentace s Portugalskem, který byl plánován o týden později na bruselském Stadionu krále Baudouina.

### Reakce v zahraničí

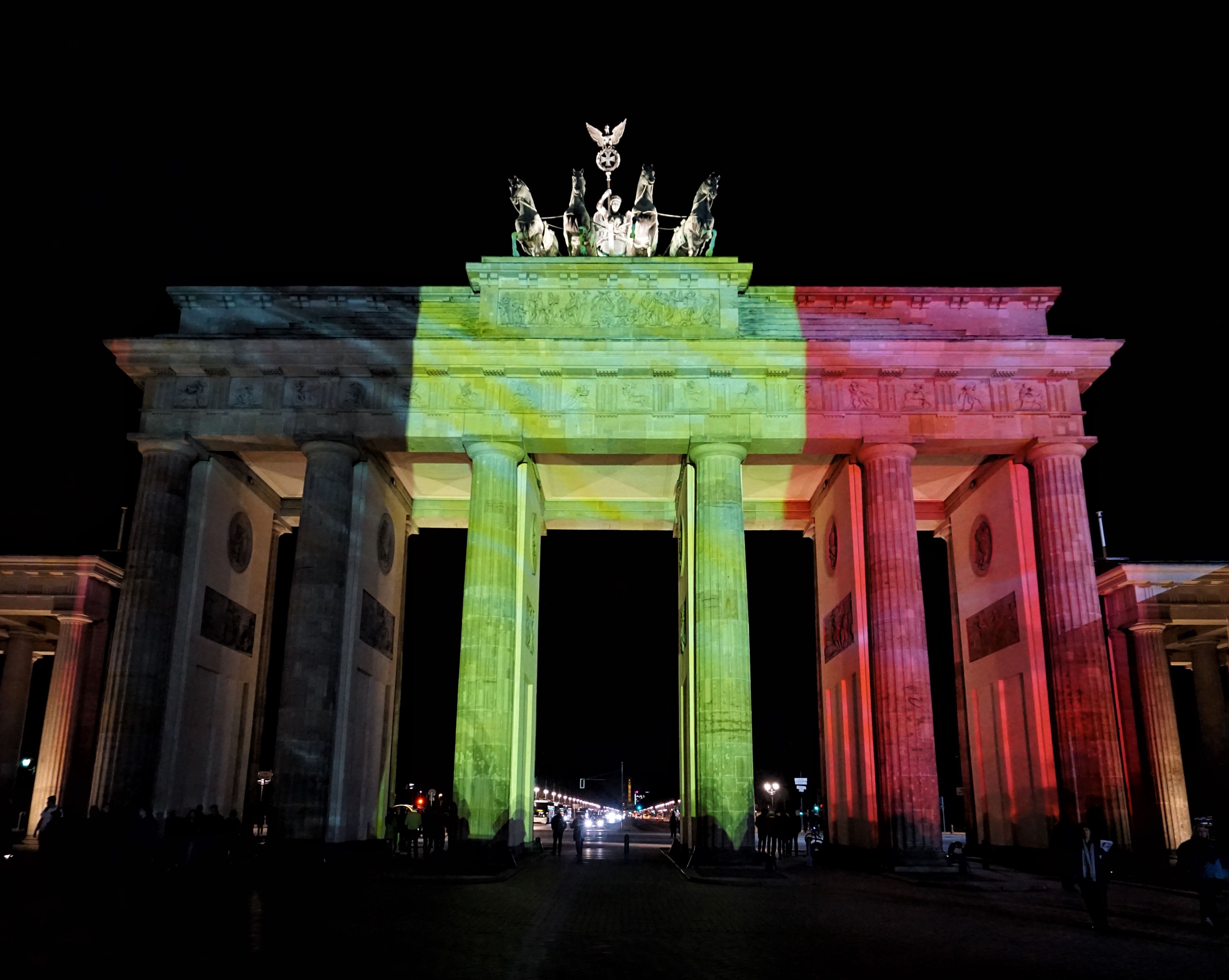
Berlínská Braniborská brána nasvětlená v barvách belgické vlajky večer 22. března 2016

Sociální síť Facebook podobně jako v případě pařížských útoků aktivovala svoji funkci „Safety Check“, kterou mohli lidé v oblasti dát informaci svým známým, že jsou v bezpečí.
Lídři zemí Evropské unie ve společném prohlášení útoky odsoudili a prohlásili, že posílí společné odhodlání bránit evropské hodnoty. Útoky odsoudil také americký prezident Barack Obama a ruský prezident Vladimir Putin. Ve večerních hodinách byly v barvách belgické vlajky nasvětleny pamětihodnosti ve velkých evropských městech, jako např. Eiffelova věž, Braniborská brána či Fontána di Trevi. Nejznámější belgické i evropské skupiny muslimů útoky odsoudily. Šéf Federace islámských organizací v Evropě Saíd Kamli uvedl, že jde o barbarské činy.
Americké ministerstvo zahraničí varovalo své občany před cestami do Evropy. Lidé po útocích ve velkém množství stornovali lety do Bruselu. Předseda Evropské komise Jean-Claude Juncker vyzval k rychlému schválení protiteroristických opatření, které komise navrhla.
Organizace Islámský stát, která se k útoku přihlásila, dne 23. března pohrozila útoky dalším zemím, které jsou členy mezinárodní koalice bojující s islamisty v Sýrii a Iráku. Útoky v Belgii byly podle ní namířeny na Brusel jako na hlavní město země, která podniká útoky na pozice Islámského státu. Dne 24. března Islámský stát v novém videu oslavoval bruselské atentáty a vyzval všechny muslimy, aby povstali a přihlásili se o vítězství ve svaté válce (součást džihádu).

#### Česká republika

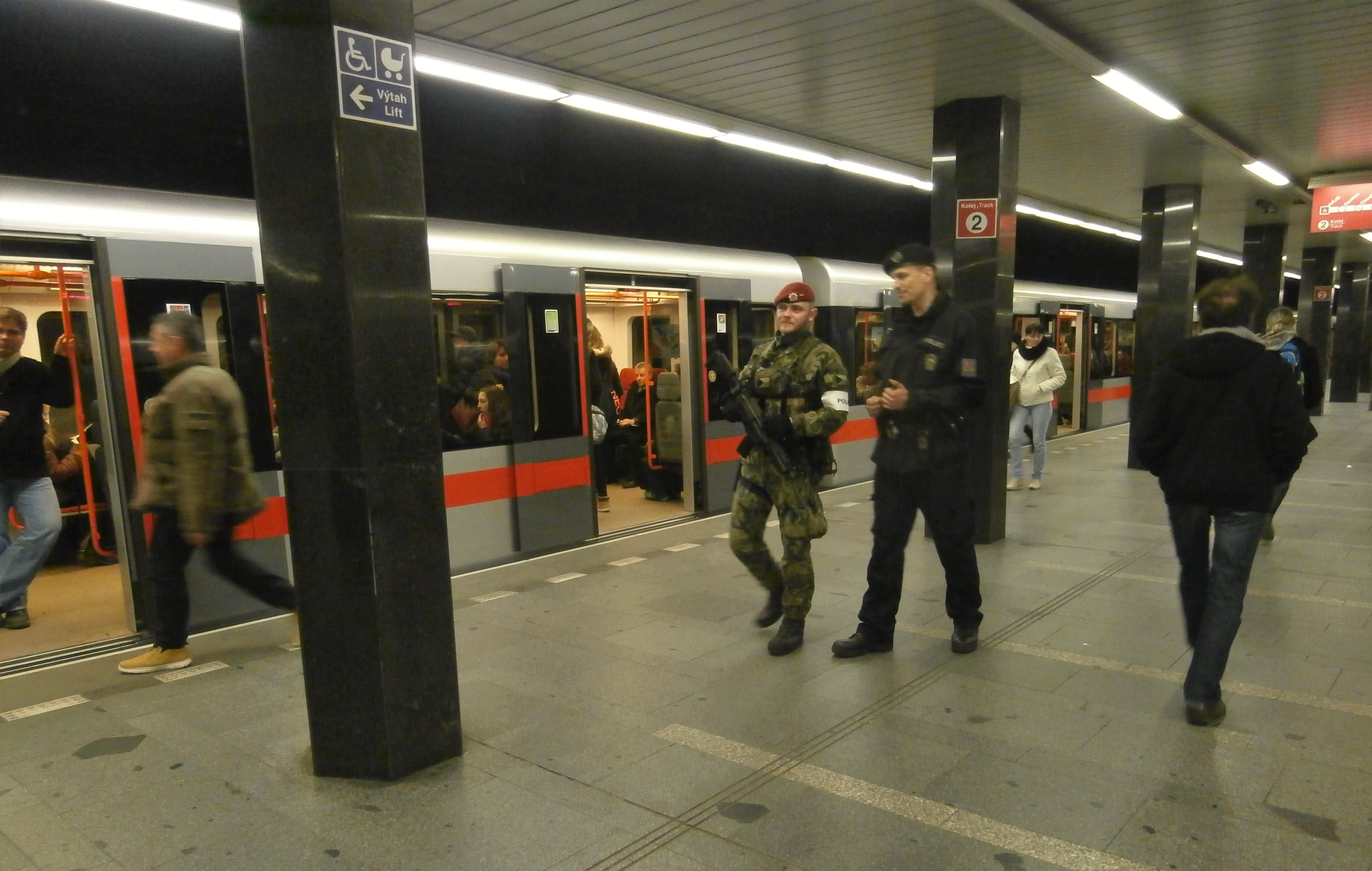
Smíšená hlídka sestávající z policisty a vojáka ve stanici pražského metra I. P. Pavlova

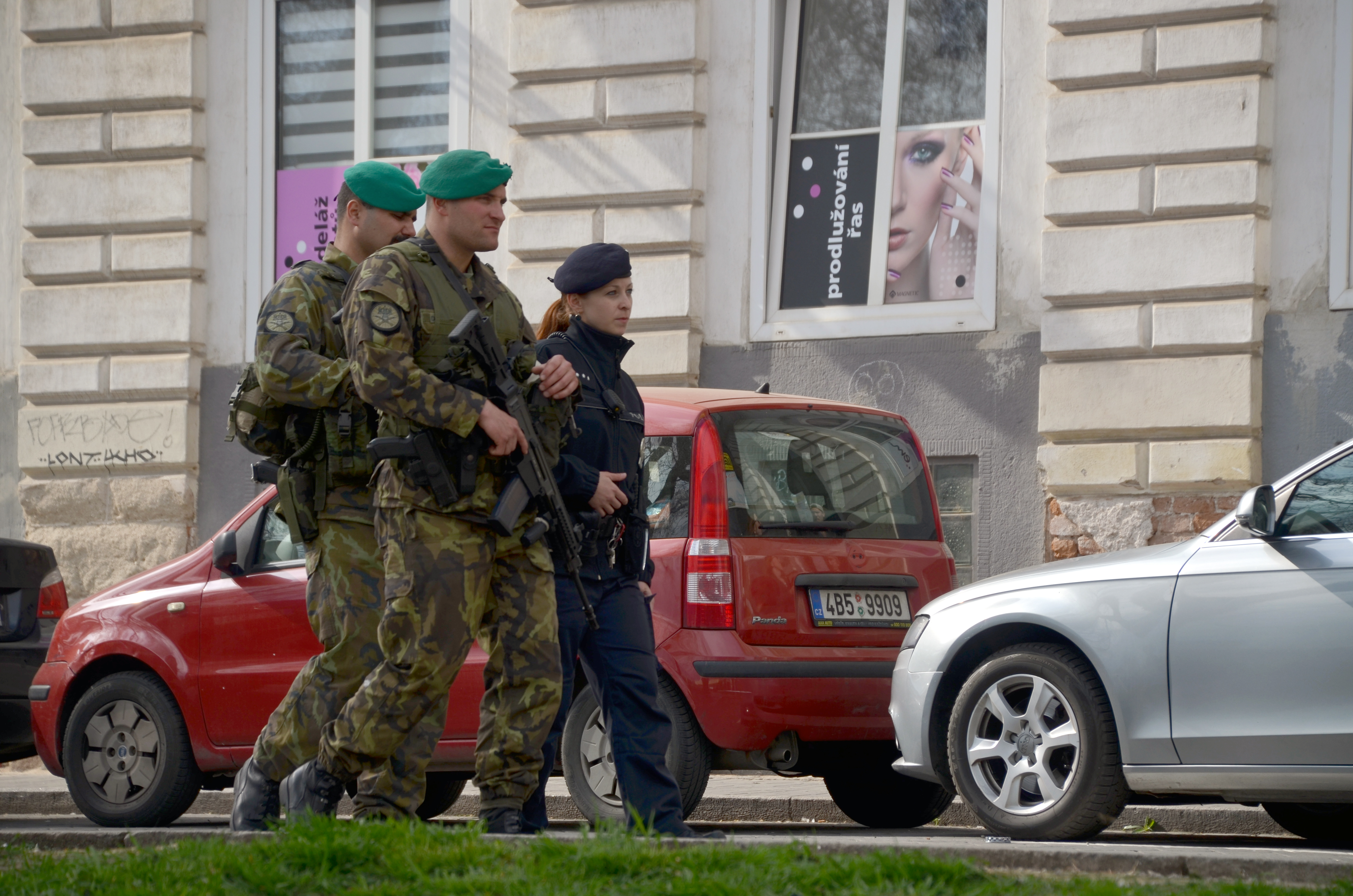
Smíšená hlídka sestávající z policisty a vojáka v Brně

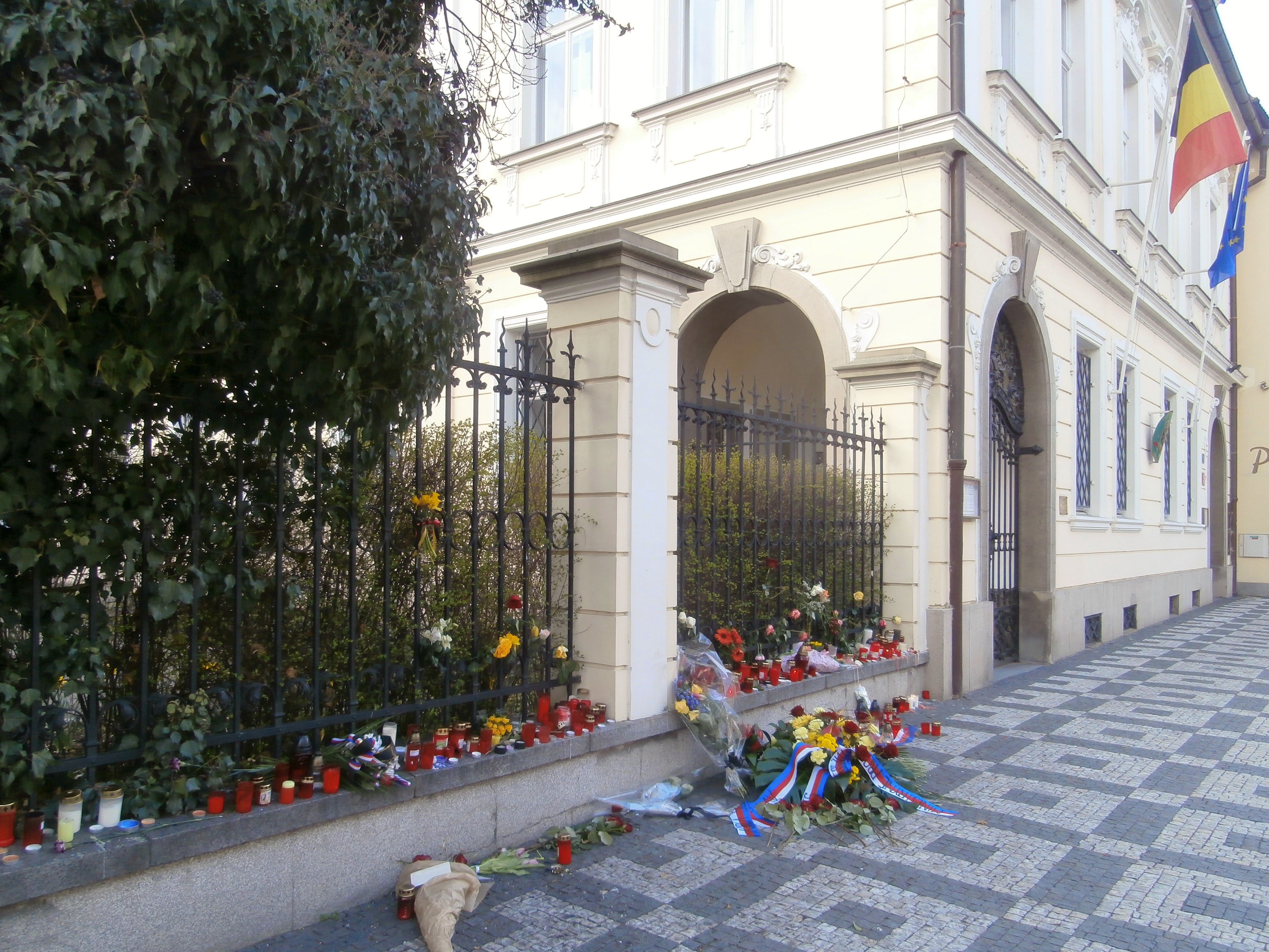
Pietní místo vzniklé před velvyslanectvím Belgického království po teroristických útocích

Česká republika již během 22. března de facto vyhlásila 1. stupeň nebezpečí (zvýšenou bdělost), ve večerních hodinách jej projednala a vyhlášení potvrdila na svém mimořádném jednání vláda. Premiér Sobotka i ministr vnitra Chovanec uvedli, že nemají žádné poznatky o tom, že by České republice hrozil jakýkoli útok. Vláda schválila nasazení 550 ozbrojených vojáků, kteří posílili policejní hlídky, a to po dobu maximálně dvou měsíců. Od 23. března 8:00 hodin bylo nasazeno 350 příslušníků armády v Praze, dalších 100 vojáků v Jihomoravském kraji a 100 v Moravskoslezském kraji. Ve společných dvou až čtyřčlenných hlídkách jsou zastoupeni vojáci, příslušníci Policie ČR a v některých případech také městští policisté. Hlídky se pohybují především v místech s vyšší koncentrací lidí, která by mohla být potenciálním cílem teroristů, jako jsou důležitá nádraží, náměstí či prostředky MHD; v hlavním městě se pak specificky jedná o síť metra v centru.
Preventivně byla posílena ostraha některých velvyslanectví. V souladu s krizovými plány došlo k aktivaci bezpečnostních opatření na pražském letišti a v metru. V rámci prevence přešly jaderné elektrárny Temelín a Dukovany z nultého na první stupeň bezpečnostních opatření. Ten znamená, že elektrárny nemají poznatky o nebezpečí, věnují ale zvýšené úsilí monitoringu svého okolí. Pražský hrad zrušil večerní cvičné salvy původně plánované k nácviku na uvítání očekávané čínské delegace. U budovy belgického velvyslanectví v Praze na Malé Straně vzniklo improvizované pietní místo k uctění památky obětí teroristických útoků, které navštívil např. premiér Bohuslav Sobotka.
České ministerstvo zahraničí v průběhu následujících dnů nepotvrdilo, že by mezi oběťmi nebo zraněnými při útocích byli nějací Češi. Média informovala o přítomnosti 20členné skupiny studentů žurnalistiky Masarykovy univerzity v hotelu Thon na ulici Rue Loi, nedaleko stanice metra Maelbeek, kteří však nebyli ohroženi, ale pouze omezeni bezpečnostními opatřeními. Předseda Ústředí muslimských obcí ČR Muneeb Hassan Alrawi útok ve svém prohlášení odsoudil, zároveň ale uvedl, že odmítá zneužívání podobných událostí k utlačování příslušníků náboženských a etnických menšin.